# Betta enisae
Betta enisae är en fiskart som beskrevs av Kottelat, 1995. Betta enisae ingår i släktet Betta och familjen Osphronemidae. Inga underarter finns listade.